# 颱風琵琶 (2007年)
颱風琵琶 （菲律賓大氣地理天文部門：Kabayan，國際編號：0721，聯合颱風警報中心：21W）是2007年太平洋颱風季的一個熱帶氣旋。
「琵琶」這個名字是由中國澳門所提供，指的是一種寵物魚，即琵琶魚。「琵琶」這個名字是用來代替「畫眉」，原因是熱帶風暴畫眉因在接近赤道區形成，十分特殊，「畫眉」這個名字因是自第二次世界大戰以來在西北太平洋和南海地區最接近赤道的熱帶氣旋，而退役，所以本次熱帶氣旋生成也是「琵琶」這個名字是首次被使用。

## 路徑
琵琶在11月3日下午於馬尼拉之東北偏東約880公里形成，初時向西南偏西移動。琵琶於翌日清晨增強為熱帶風暴，並於上午增強為強烈熱帶風暴，當晚在菲律賓伊莎貝拉省登陸。
琵琶於11月5日上午進入南海並轉向西北移動，琵琶於11月6日日間進一步增強為颱風，翌日受華南沿岸的東北季候風影響，下午減弱為強烈熱帶風暴並再次轉向西南移動，並於當晚減弱為熱帶風暴。11月9日清晨進一步減弱為熱帶低氣壓，當晚轉向西南偏西移動，登陸越南並減弱為一低壓區。

## 影響

### 菲律賓
琵琶導致菲律賓有7人死亡，60萬人沒有電力供應。

### 中国大陆
在琵琶與東北季候風的共同影響下，南海北部風勢頗大，而琵琶曾掠過東沙群島，為當地帶來惡劣天氣。

## 外部連結
- （英文）https://web.archive.org/web/20090826230250/http://metocph.nmci.navy.mil/jtwc.php 聯合颱風警報中心首頁
- （日語）http://www.jma.go.jp/jma/index.html （页面存档备份，存于） 日本氣象廳首頁
- （繁體中文）http://www.cwb.gov.tw （页面存档备份，存于） 中央氣象局首頁
- （英文）http://www.pagasa.dost.gov.ph/ （页面存档备份，存于） 菲律賓大氣地球物理和天文管理局首頁